# بتامیپرون
بتامیپرون(به انگلیسی: Betamipron) (INN) یا ان-بنزوئیل-بتا-آلانین یک ترکیب شیمیایی است که همراه با پانی‌پنم  برای مهار جذب پانی‌پنم به داخل مجاری کلیه و جلوگیری از سمیت کلیوی استفاده می‌شود.